# ヴァイオリンソナタ第1番 (ブラームス)
ヴァイオリンソナタ第1番ト長調作品78（ヴァイオリンソナタだい1ばんトちょうちょうさくひん78、ドイツ語：Sonate für Klavier und Violine Nr. 1 G-Dur op. 78）『雨の歌』は、ヨハネス・ブラームスが作曲したヴァイオリンソナタ。

## 概要
第1番を作曲する以前にブラームスは、1853年秋頃（それ以前とする説もある）にイ短調のヴァイオリンソナタを作曲した。シューマンはソナタの出版を提案したが、ブラームスの判断（自己批判）で破棄されたという。
本作は1878年と1879年の夏に、オーストリア南部のヴェルター湖畔の避暑地ペルチャハで作曲・完成された。1877年から1879年までの3年間はこの地で過ごしていたが、この3年間のあいだにブラームスは、交響曲第2番（1877年）やヴァイオリン協奏曲（1878年）なども作曲している。
「雨の歌」の通称は、第3楽章冒頭の主題が、ブラームス自身による歌曲「雨の歌 Regenlied」作品59-3の主題を用いているためである（ただし、ブラームス自身はそう呼んでいない）。これ以外にもヴァイオリンソナタ第2番作品100なども、自作の歌曲と主題の関連性が指摘されている。ブラームスは1879年2月16日にクララ・シューマンに送った手紙の中で病床にあったクララの末っ子フェリックス・シューマンを見舞うとともにこの曲の第2楽章の主題を送っている（ただし、皮肉にもブラームスが手紙を送ったその日にフェリックスは24歳の若さで死去した）。クララはその後このソナタについて「あの世に持っていきたい曲です」と述べるほどの愛着を見せている。
第1番は、ヨーゼフ・ヨアヒムのヴァイオリン、ブラームスのピアノによって、最初にプライベートな非公開の場で最初の演奏が行なわれた。その後、1879年11月8日にマリー・ヘックマン＝ヘルティのピアノ、ロベルト・ヘックマンのヴァイオリンによってボンにて公開初演が行なわれ、その12日後の11月20日に、ブラームスとヨーゼフ・ヘルメスベルガー1世によって再演された。

## 構成
全3楽章の構成で、演奏時間は約27分。

### 第1楽章 Vivace ma non troppo
ト長調、やや凝った複雑なソナタ形式による楽章。軽やかで抒情的な雰囲気をもつ第1主題（譜例1）と、より活気のある第2主題（譜例2）で展開される。音楽批評家の大木正純は、ズーカーマン盤の解説書(UCCG-9579)にて、この第2主題を「ブラームスの書いた最も印象的な旋律のひとつ」と評している。
譜例1
譜例2

### 第2楽章 Adagio
変ホ長調、三部形式で叙情と哀愁が入り交じる緩徐楽章。民謡風の旋律（譜例3）がピアノで奏され、ヴァイオリンが加わって哀愁を歌う。第2部は葬送行進曲風の調べで、この旋律は第3部で再び回帰する。
譜例3

### 第3楽章 Allegro molto moderato
ト短調、歌曲「雨の歌」と「余韻」に基づく旋律を主題（譜例4）としたロンド。主題は第1楽章の第1主題と関連があり、また第2エピソードとして第2楽章の主題を用いるなど、全曲を主題の上で統一している。最後はト長調に転じて第3楽章の主題により締めくくられる。
譜例4